# Убиквитин
Убиквити́н (от англ. ubiquitous — «вездесущий») — небольшой (8,5 кДа) консервативный белок эукариот, участвующий в регуляции процессов внутриклеточной деградации других белков, а также в модификации их функций. Он присутствует почти во всех тканях многоклеточных эукариот, а также у одноклеточных эукариотических организмов. Убиквитин был открыт в 1975 году Гидеоном Голдштейном с соавторами и охарактеризован в 70—80-х годах XX века. В геноме человека есть четыре гена, кодирующих убиквитин: UBB, UBC, UBA52 и RPS27A.
Убиквитинирование — это посттрансляционное присоединение ферментами убиквитинлигазами одного или нескольких мономеров убиквитина с помощью ковалентной связи к боковым аминогруппам белка-мишени. Присоединение убиквитина может оказывать различное воздействие на белки-мишени: оно влияет на внутриклеточную локализацию, оказывает воздействие на их активность, способствует или препятствует белок-белковым взаимодействиям. Однако первой открытой функцией убиквитина стала протеолитическая деградация белков, помеченных полиубиквитиновыми цепями (в них последующие убиквитиновые звенья присоединяются к боковым аминогруппам предыдущей молекулы убиквитина), с помощью протеасомы 26S. Убиквитин регулирует и такие важные процессы, как пролиферация, развитие и дифференцировка клеток, реакция на стресс и патогены, репарация ДНК.
В 2004 году Аарон Чехановер, Аврам Гершко и Ирвин Роуз были удостоены Нобелевской премии по химии «за открытие убиквитин-опосредованной деградации белка».

## История открытия

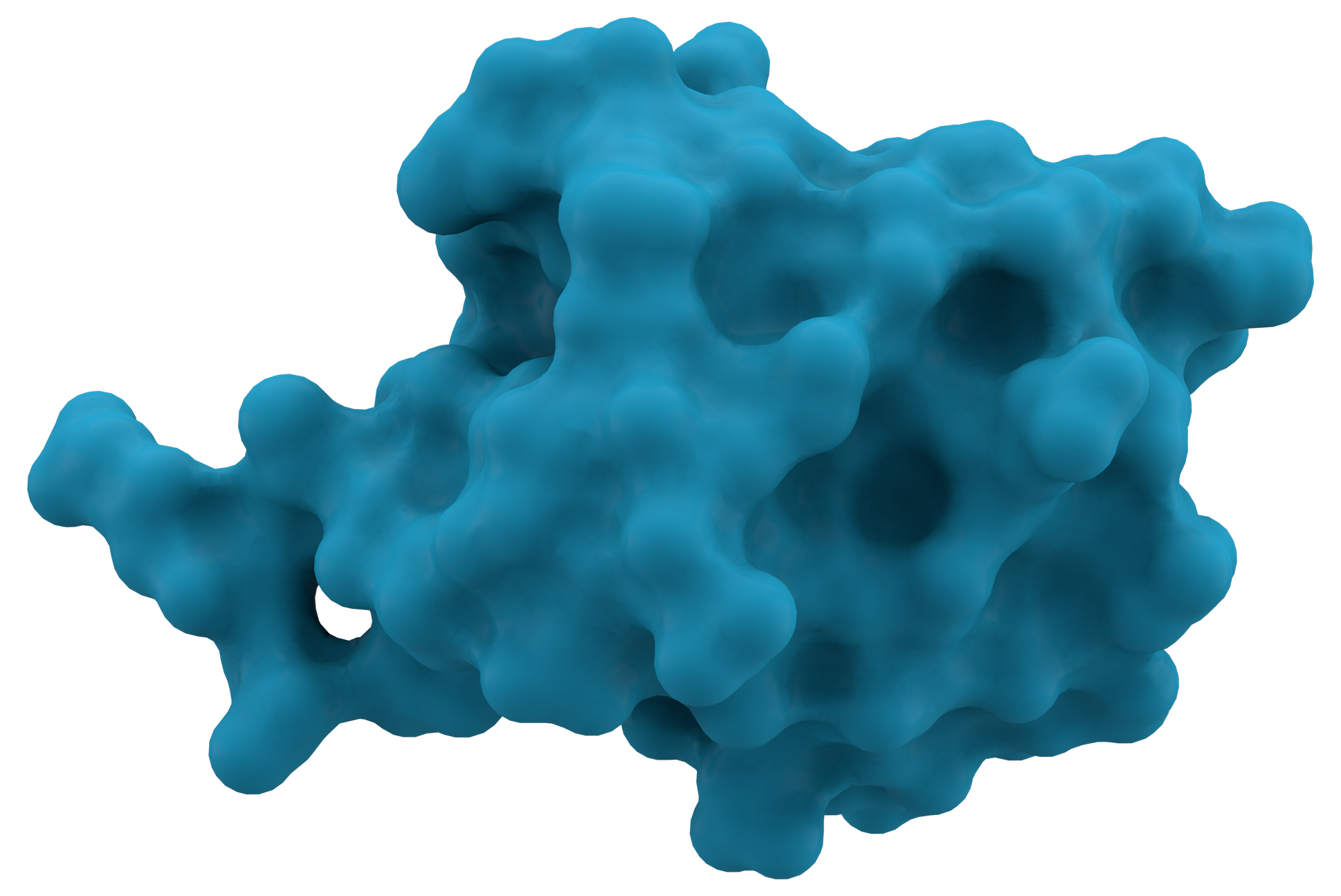
3D-представление поверхности молекулы убиквитина

Убиквитин (первоначально названный ubiquitous immunopoietic polypeptide — повсеместно встречающийся полипептид, ответственный за иммунопоэз) впервые был идентифицирован в 1975 году как белок с неизвестной функцией, имеющий массу 8,5 кДа и присутствующий во всех эукариотических клетках.

## Гены убиквитина
У млекопитающих (в том числе, у человека) есть 4 различных гена, кодирующих убиквитин. Каждый из генов UBA52 и RPS27A кодирует единичную копию убиквитина в составе полибелка (полипептида, состоящего из предшественников нескольких белков, которые впоследствии разделяются в результате ограниченного протеолиза перемычек между ними): продукт гена UBA52 первоначально синтезируется как убиквитин, «пришитый» к рибосомному белку L40, а продукт гена RPS27A как убиквитин, «пришитый» к S27a. Гены UBB и UBC кодируют несколько копий убиквитина в составе полибелков-предшественников.

## Убиквитинирование

Убиквитинирующая ферментная система (на схеме показана лигаза E3, содержащая RING-домен)

Убиквитинирование (также известное как убиквитилирование) — это ферментативная посттрансляционная модификация (ПТМ), заключающаяся в присоединении убиквитина к белковому субстрату. Чаще всего присоединение происходит с образованием изопептидной связи между карбоксильной группой последнего аминокислотного остатка убиквитина (глицин-76) и аминогруппой боковой цепи остатка лизина белка-субстрата.

## Разнообразие убиквитиновых модификаций
Убиквитинирование влияет на клеточные процессы, регулируя деградацию белков (через протеасомы и лизосомы), координируя субклеточную локализацию белков, их активацию и инактивацию и модулируя белок-белковые взаимодействия. Эти воздействия опосредуются различными типами убиквитинирования белков-субстратов, например, присоединением к субстрату единственной молекулы убиквитина (моноубиквитинирование) или присоединением разнообразных убиквитиновых цепочек (полиубиквитинирование).

### Моноубиквитинирование
Моноубиквитинирование — это присоединение одной молекулы убиквитина к белку-субстрату. Множественное моноубиквитинирование (мультиубиквитинирование) — это присоединение нескольких одиночных молекул убиквитина к отдельным остаткам лизина в белке-субстрате. Моноубиквитинирование и полиубиквитинирование одних и тех же белков может иметь для них различные последствия. Считается, что перед образованием полиубиквитиновых цепочек необходимо присоединить единственную молекулу убиквитина.

### Полиубиквитинирование

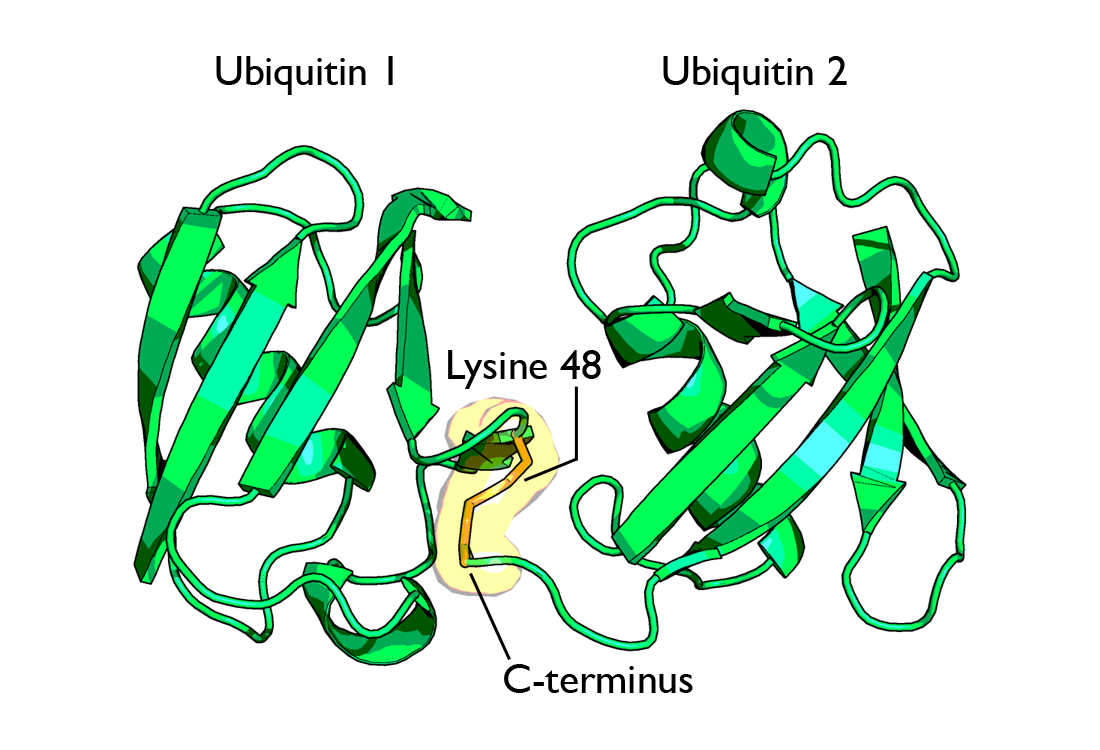
Диубиквитин, образованный присоединением C-концевого остатка глицина к остатку лизина-48. Оранжевым цветом обозначена связь между двумя убиквитиновыми цепочками

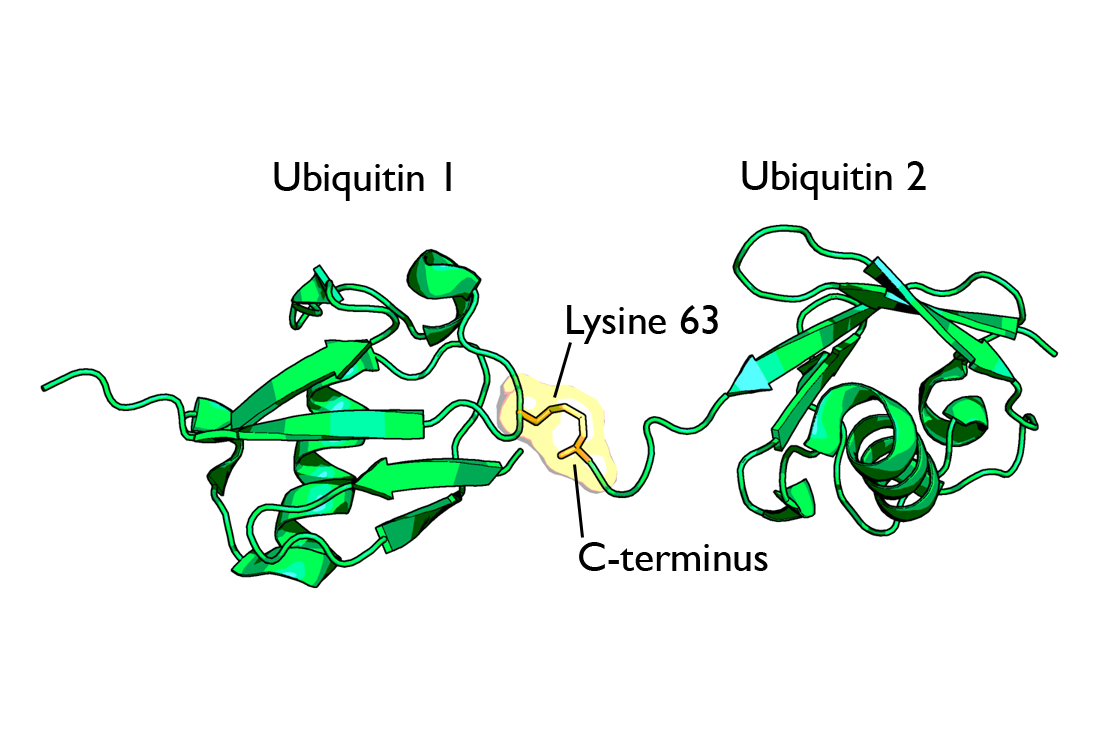
Диубиквитин, образованный присоединением C-концевого остатка глицина к остатку лизина-63. Оранжевым цветом обозначена связь между двумя убиквитиновыми цепочками

Полиубиквитинирование — это образование полиубиквитиновых цепочек на единственном остатке лизина белка-субстрата. После присоединения самого первого остатка убиквитина к белку-субстрату следующие молекулы убиквитина могут присоединяться к первой; в результате образуется полиубиквитиновая цепочка. Эти цепочки формируются посредством образования изопептидной связи между карбоксильной группой С-концевого остатка глицина одной молекулы убиквитина и аминогруппой другой молекулы убиквитина, уже связанной с белком-субстратом. Убиквитин имеет семь остатков лизина и N-конец, которые могут служить точками присоединения последующих молекул убиквитина: это остатки лизина в положениях K6, K11, K27, K29, K33, K48 и K63.
Первыми были идентифицированы, и поэтому лучше остальных охарактеризованы, полиубиквитиновые цепочки, образованные связями с остатками лизина-48. Цепочки, связанные через лизин-63, также достаточно полно охарактеризованы, в то время как функция цепочек, связанных через другие остатки лизина, смешанных и разветвлённых цепочек, N-терминальных линейных цепочек и гетерологичных цепочек (состоящих из убиквитина вперемежку с другими убиквитин-подобными белками) остаётся не вполне ясной.
При помощи полиубиквитиновых цепочек, образованных связью через остаток лизина-48, помечаются белки-мишени, подлежащие протеолитическому распаду.
Полиубиквитиновые цепочки, образованные связью через остаток лизина-63, не связаны с протеасомальной деградацией белка-субстрата. Напротив, эти полиубиквитиновые цепочки играют ключевую роль в координации других процессов, таких как направленный эндоцитоз, воспаление, трансляция и репарация ДНК.
Меньше известно об атипичных полиубиквитиновых цепочках (не связанных через остатки лизина-48), но начато исследование, направленное на изучение их роли в клетках. Имеются свидетельства, подтверждающие, что атипичные цепочки, образованные связью через остатки лизина 6, 11, 27, 29, и N-терминальные цепочки могут индуцировать протеасомальную деградацию белков.
Известно о существовании разветвлённых полиубиквитиновых цепочек, содержащих связи многих типов. Функция этих цепочек неизвестна.

### Структура полиубиквитиновых цепочек
Полиубиквитиновые цепочки, образованные связями различных типов, оказывают специфичное влияние на белки, к которым они присоединены. Специфика этого влияния обусловлена различиями в конформации белковых цепочек. Полиубиквитиновые цепочки, образованные связями через остатки лизина в положениях 29, 33, 63, и N-терминальные цепочки по большей части имеют линейную структуру, известную как «цепочки открытой конформации» (open-conformation chains). Цепочки, образованные связями через остатки K6, K11 и K48, образуют закрытую конформацию (closed conformations). Молекулы убиквитина в линейных цепочках не взаимодействуют друг с другом, за исключением соединяющих их ковалентных изопептидных связей. Напротив, цепочки с закрытой конформацией имеют на своей поверхности остатки аминокислот, способные взаимодействовать друг с другом. При изменении конформации полиубиквитиновых цепочек одни части молекул убиквитина выставляются наружу, а другие скрываются внутри глобул, поэтому различные связи распознаются белками, специфичными по отношению к уникальным топологиям, характерным для данных связей. Белки, связывающие убиквитин, имеют убиквитинсвязывающие домены (англ. Ubiquitin Binding Domains, UBDs). Расстояния между отдельными субъединицами убиквитина в цепочках, образованных связями через лизин-48, и в цепочках, связанных через лизин-63, отличаются друг от друга. Убиквитинсвязывающие белки используют это свойство, чтобы различать разные типы цепочек: более короткие спейсеры между мотивами, взаимодействующими с убиквитином, позволяют связывать лизин-48-связанные (компактные) полиубиквитиновые цепочки, а более длинные — лизин-63-связанные. Существуют механизмы различения линейных цепочек, связанных через лизин-63, и линейных N-терминальными цепочек, о чём свидетельствует тот факт, что линейные N-терминальные цепочки могут индуцировать протеасомальную деградацию белков-субстратов.
| Количество аминокислот     | 76                                               |
| Молекулярная масса         | 8564,47 Да                                       |
| Изоэлектрическая точка(pI) | 6,79                                             |
| Гены                       | RPS27A (UBA80, UBCEP1), UBA52 (UBCEP2), UBB, UBC |